# A.S.D. Villafranca
Associazione Sportiva Dilettantistica Villafranca là một câu lạc bộ bóng đá Ý, có trụ sở tại Villafranca di Verona, Veneto.

## Lịch sử

### Thành lập
Câu lạc bộ được thành lập vào năm 1920.

### Serie D
Vào cuối mùa giải Serie D 2010-11, Villafranca đã xuống hạng Eccellenza sau trận play- off, nhưng vào ngày 5 tháng 8 năm 2011, đội đã được ở lại để lấp chỗ trống.
Trong mùa 2011-12, một lần nữa nó đã xuống hạng với Eccellenza.

## Màu sắc và huy hiệu
Màu sắc của đội là trắng và xanh đậm.

## liên kết ngoài
- Trang chủ chính thức